# Erica Jo Sharp
Erica Jo Sharp (ur. 23 marca 1975) – kanadyjska zapaśniczka w stylu wolnym. Srebrna medalistka mistrzostw świata w 1999; trzecia w 2007; czwarta w 1996; piąta w 1997 i 2006; szósta w 1993. Srebro na mistrzostwach panamerykańskich w 1997 roku. Trzecia w Pucharze Świata w 2004. Brązowa medalistka mistrzostw Wspólnoty Narodów w 1993 roku.